# .er
.er은 에리트레아의 인터넷 국가 코드 최상위 도메인이다.

## 2차 도메인
다수의 2차 도메인이 존재한다. 그러나 정확한 목적(추론은 가능)이나 제한 사항에 대한 정보는 없다.
- com.er, 상업 단체/기업용일 가능성이 높음
- edu.er, 교육 기관용
- gov.er, 에리트레아 정부용
- mil.er, 에리트레아 군대용으로 예약됨; 빈 영역(2004년 8월 이후 변경되지 않음)
- net.er, 네트워크 운영업체/공급업체용
- org.er, 비영리 단체용일 가능성이 높음
- ind.er, 에리트레아 개인의 경우; 빈 영역(2004년 8월 이후 변경되지 않음)